# 喀赤高速铁路
喀赤高速铁路，简称“赤喀高铁”、“喀赤客专”，是一条连接中国内蒙古自治区赤峰市与京沈高速铁路喀左站的复线电气化铁路。线路从辽宁省朝阳市喀喇沁左翼蒙古族自治县的京沈高铁喀左站引出，经朝阳市建平县、赤峰市宁城县、元宝山区平庄镇，至京通铁路既有赤峰站（原名赤峰西站），正线全长157公里，设计速度目标值为时速250公里，另有本线至北京方向的联络线接入喀左站西侧的京沈客专孙家沟线路所。目前由铁道第三勘察设计院进行前期规划工作，预估投资总额为204.4亿元。该铁路始建于2016年下半年，2020年4月1日开始联调联试，2020年6月30日正式开通运营。

## 历史

### 规划阶段
赤喀高速铁路的初期规划为赤峰接入京沈高铁位于凌源市牛河梁站的铁路，称为赤凌高速铁路，后于2015年2月10日中国国家发展和改革委员会批准其立项审核请示报告时将接入口由凌源改为喀左，因此铁路名称也改为赤喀高速铁路。2015年5月18日，中国国家发展和改革委员会正式发布了关于同意该项目的批复。2015年12月21日，国家发改委批复可行性研究报告。

### 建设阶段
2015年12月25日，赤喀高速铁路正式开工，2018年8月28日开始铺轨。2019年6月11日，赤喀客专建平隧道实现洞通。同年10月31日，赤喀客专正线铺轨顺利完成。
2020年4月1日，赤喀客专开始联调联试，同年5月30日开始按图试运行。
2020年6月30日正式开通运营。

## 沿线车站
赤喀高速铁路沿线设喀左站、建平站、宁城站、平庄站、赤峰站5座车站。